# 勅
勅（ちょく/みことのり）は、天子（皇帝・天皇）の命令、またはその命令が書いてある文書。特にこの文書形式のものを勅書（ちょくしょ）と言う。なお、秘密裏に行われるものを密勅（みっちょく）という。

## 日本
主に、特定の人物・組織などを対象に、天皇の意思を伝えるために用いられた。なお、口頭によるものを勅語（ちょくご）と言う。
『日本書紀』などに由来が求められるが、金石文としては天武天皇の時代に改葬された船王後の墓誌に、船王後が舒明天皇より勅によって位を与えられたことが記載されている。
大宝律令の制定後は公式令に基づいて出された勅旨などの勅書のことを主に指した。
また、奈良時代の天平宝字8年（764年）には勅および勅書の遂行と天皇および宮中の用度を担当する勅旨省（ちょくししょう/てしのつかさ）が設置されていたことがあるが、延暦元年（782年）の行政整理の際に造宮省とともに廃止されている。